# Braine (Aisne)
Braine é uma comuna francesa na região administrativa de Altos da França, no departamento de Aisne. Estende-se por uma área de 11,61 km². Em 2010 a comuna tinha 2 264 habitantes (densidade: 195 hab./km²).

## Geminação
Braine encontra-se geminada com as seguintes cidades:[carece de fontes?]
- Braine-le-Comte, Bélgica
- Haderslev, Dinamarca